# Radiohusparken

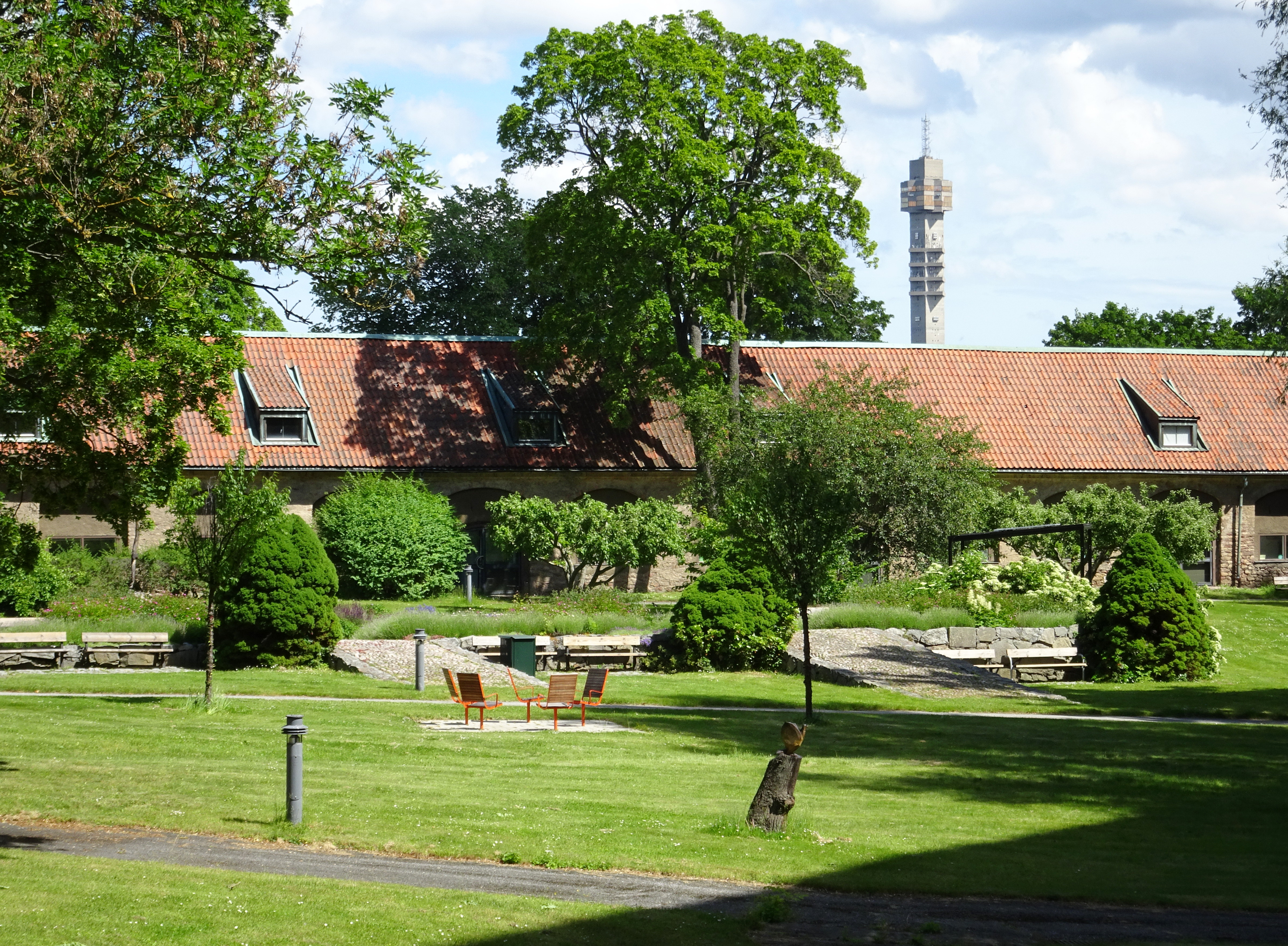
Radiohusparken med Stora Stenskjulet i bakgrunden, 2022.

Radiohusparken är en park belägen mellan Oxenstiernsgatan och Gärdesgatan i området för Radiohuset och TV-huset på Östermalm i Stockholm. Parken är inte tillgänglig för allmänheten eftersom den ligger inom ett inhägnat civilt skyddsobjekt.

## Beskrivning
Radiohusparken anlades i samband med att Radiohuset och TV-huset uppfördes på 1960- och 1970-talen. I parken finns bebyggelserester efter den militära verksamheten som Svea artilleriregementes laboratorium hade här fram till 1800-talets slut. Från den tiden existerar fortfarande tre byggnader: Karl Johansförrådet, Krutkällaren och det 110 meter långa Stora Stenskjulet. Alla tre är renoverade och lagskyddade byggnadsminnen som nyttjas av Sveriges Radio. 
Parken gestaltades av landskapsarkitekt Walter Bauer som lyckades att integrera parken på ett naturligt sätt i den historiska och moderna bebyggelsen. Mellan Stora Stenskjulet och Radiohuset finns en gammal husgrund där några bänkar placerats. På en biotopkarta karaktäriseras parken dels som ”mark med gamla grova ädellövträd”, dels som ”hagmarkslik gräsmark med ädellövträd, ofta grova”. Parken smyckas av en bronsbyst av Thomas Qvarsebo visande Lennart Hyland. Den skapades efter en insamling 1993 och stod till en början vid Radiohusets entré från Oxenstiernsgatan, men flyttades in i Radiohusparken 2006.
Mellan Radiohuset och Berwaldhallen ligger en äldre del av parken som anlades redan kring sekelskiftet 1900. Terrängen är kuperad och på en höjd, omgiven av parkgångar, stå kungliga Göta Livgardes minnessten som restes i samband med att avvecklingsorganisation efter Göta livgarde upplöstes den 31 mars 1940. Minnesstenen är ett fornminne RAÄ-nummer: Stockholm 105:1. I anslutning mot öster märks Artillerikyrkogården med ett 50-tal gravstenar.

## Bilder

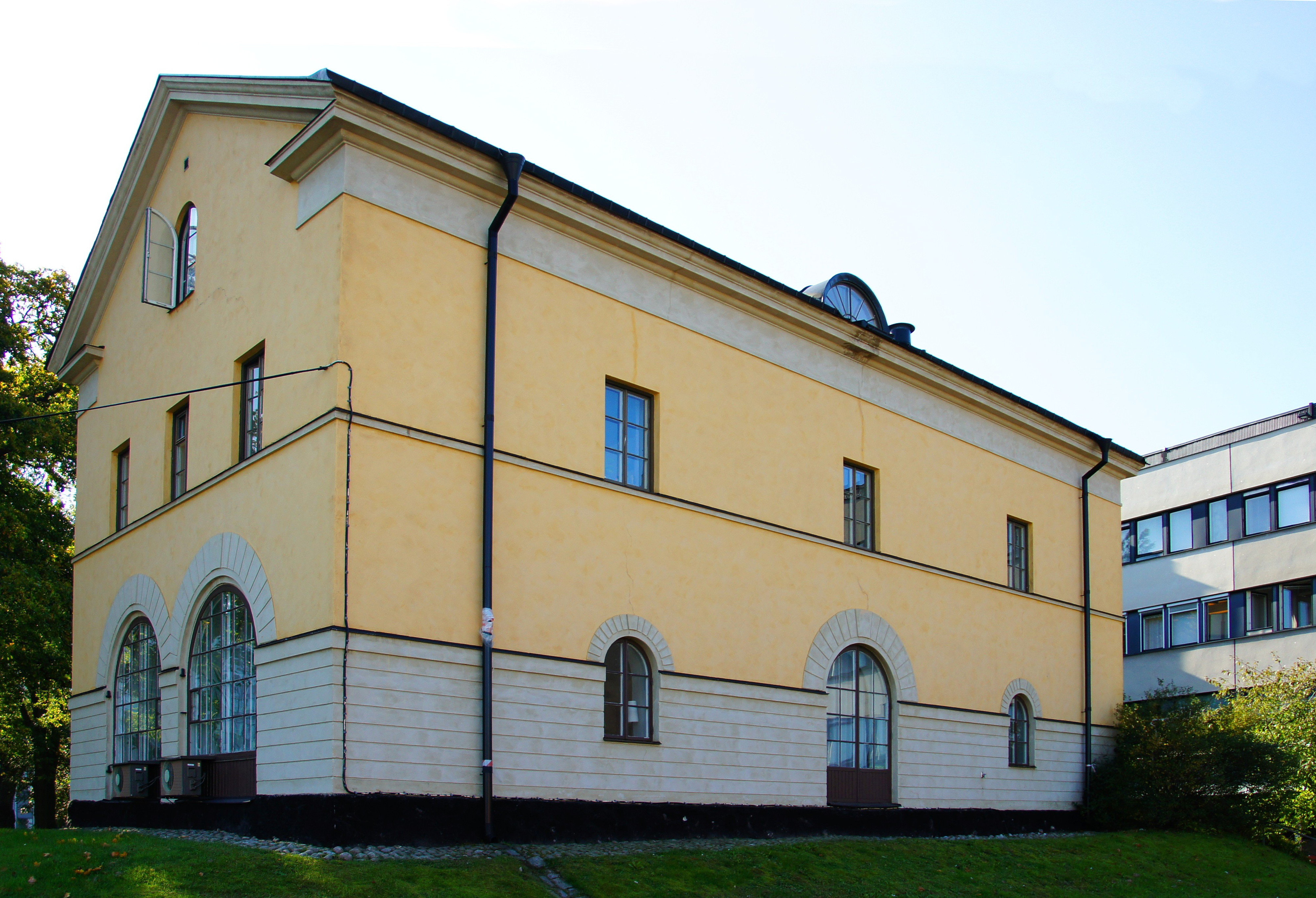
Karl Johansförrådet.
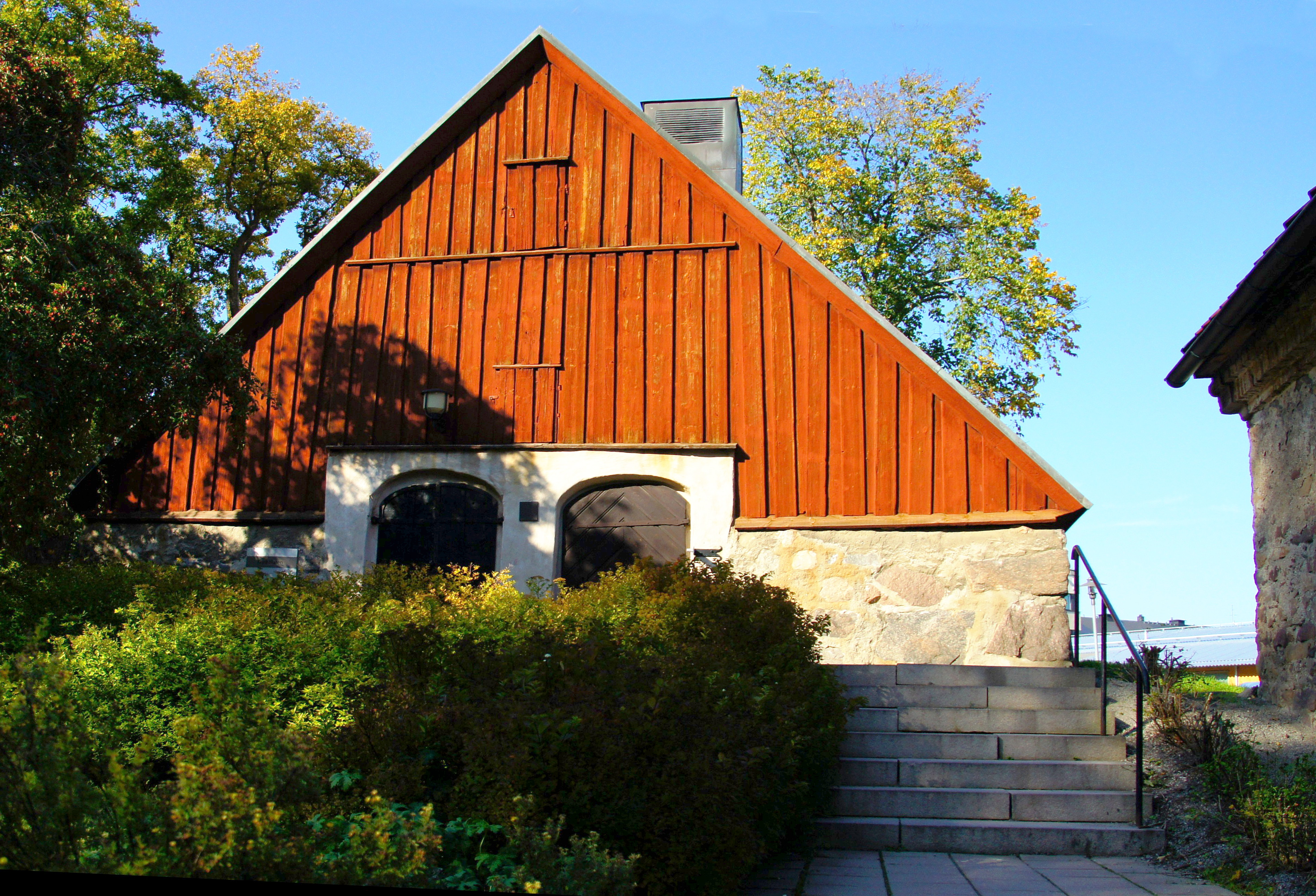
Krutkällaren.
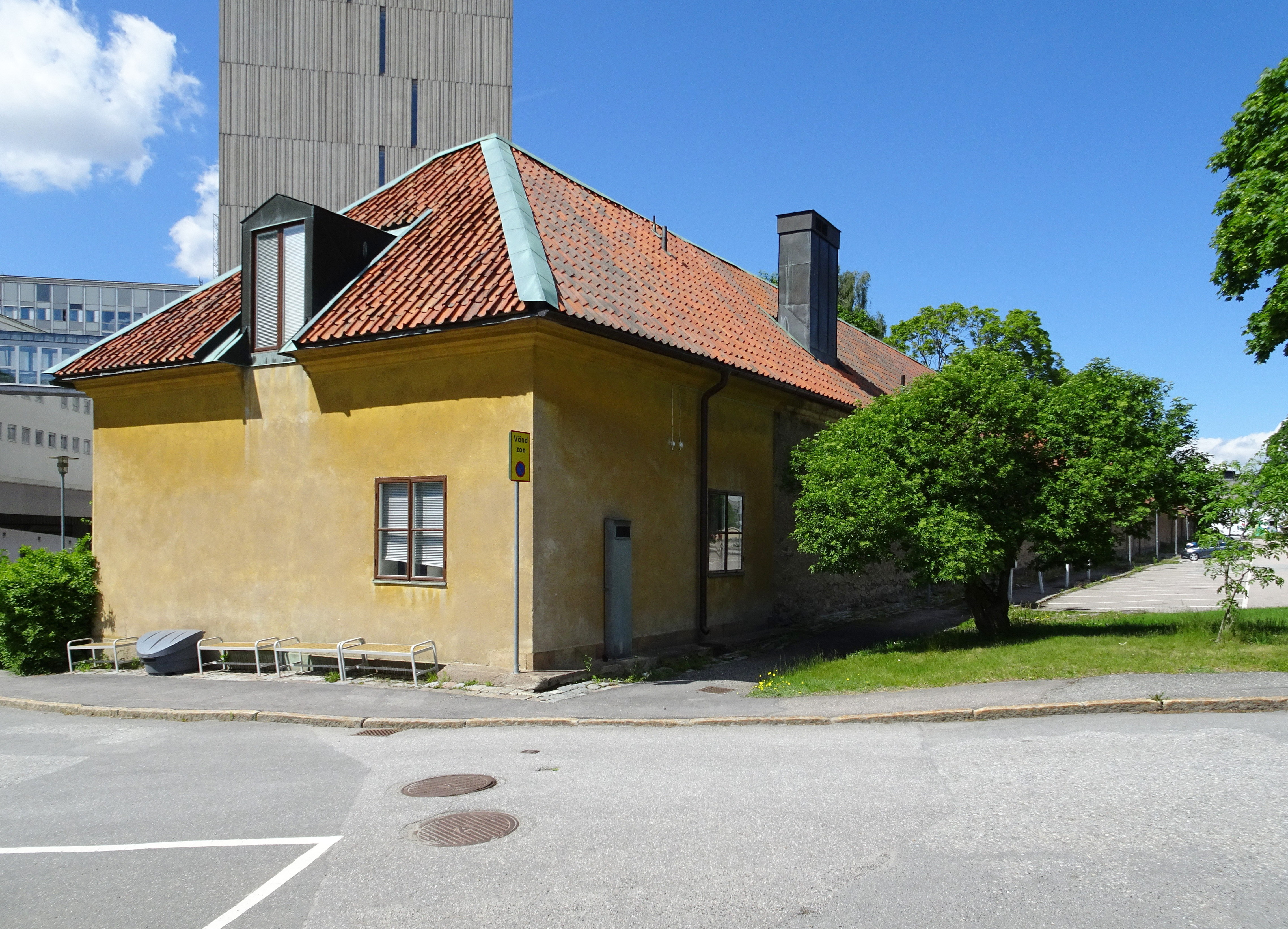
Stora Stenskjulet.
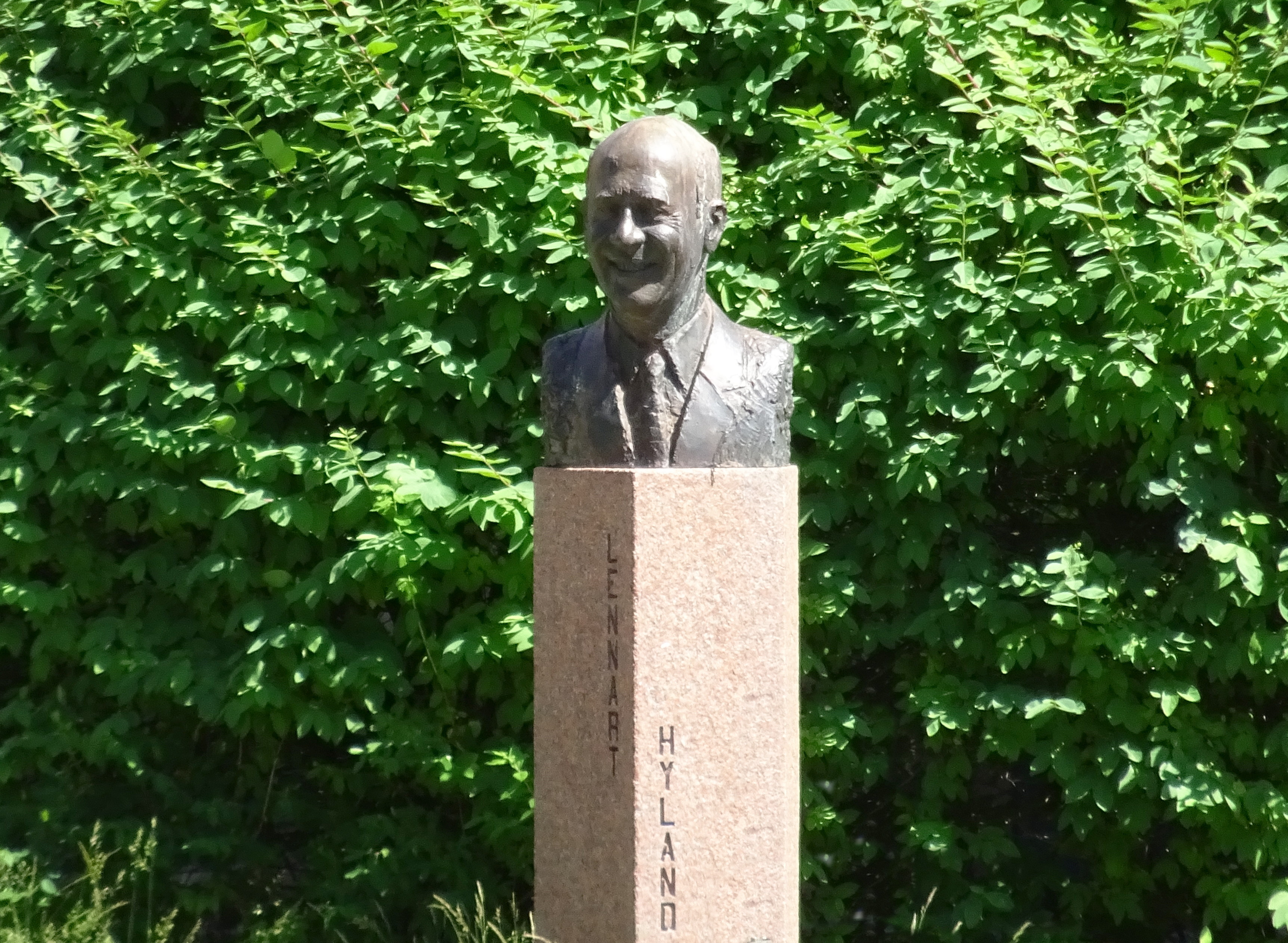
Lennart Hylands byst.
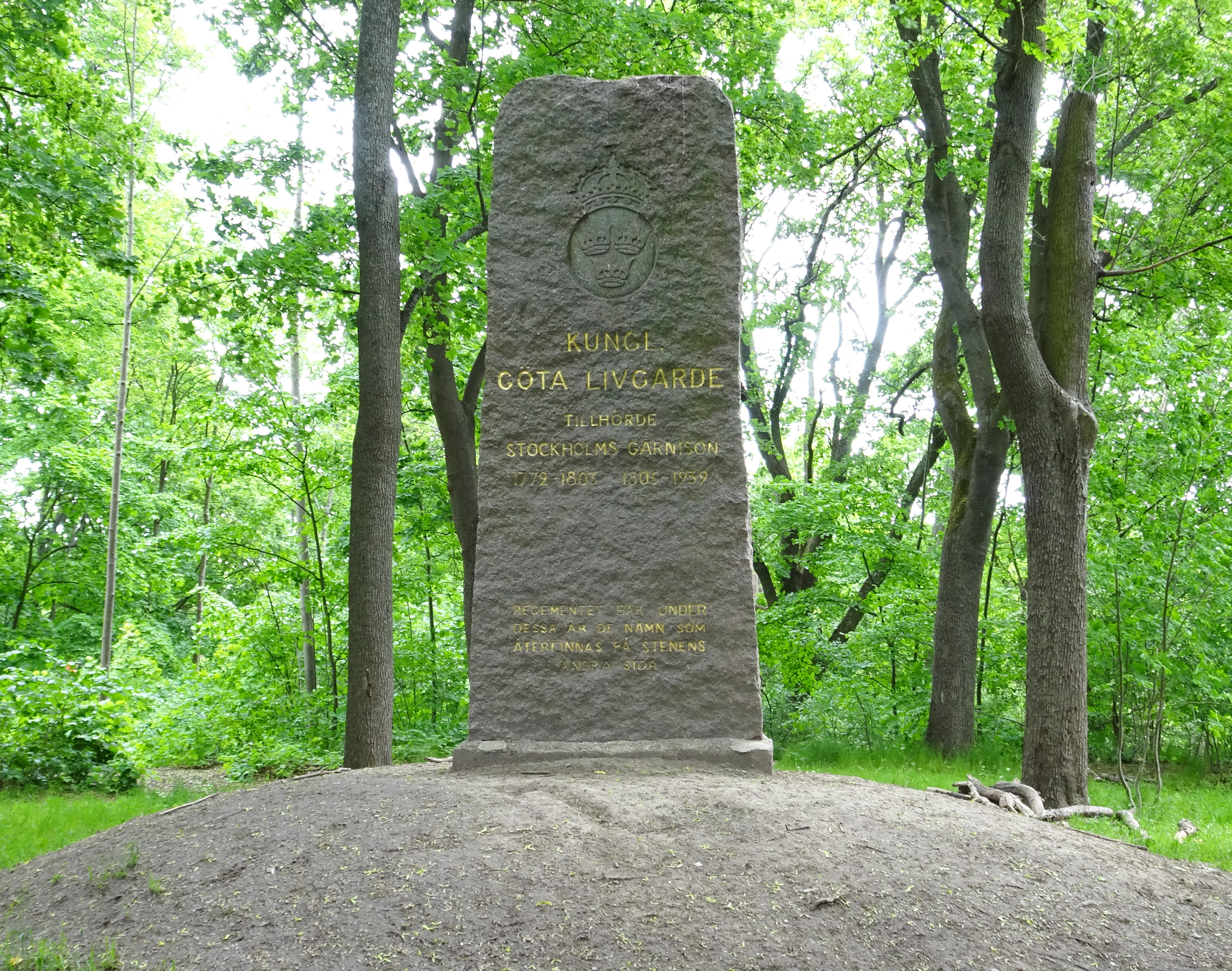
Minnessten.